# 新宮氏
新宮氏（しんぐう）は、日本の氏族の一つ。

## 新宮氏 (陸奥国)
新宮氏（しんぐうし）は、鎌倉時代から室町時代初期にかけて陸奥国（後の岩代国）耶麻郡新宮荘（福島県喜多方市）を支配した氏族。本姓は平氏。佐原義連の子・盛連の六男・横須賀時連を祖としている。
時連には5人の兄がおり、長兄・経連は猪苗代氏、次兄・広盛は北田氏、三兄・盛義は金上氏、四兄・光盛は蘆名氏、五兄・盛時は相模三浦氏・加納氏の祖となり、それぞれの子孫は会津各地を分割支配した。新宮氏は新宮城を築城して居城とし、また、新宮熊野神社を厚く信仰して多くの寄進を行なっている。室町時代になると新宮氏は同族の蘆名氏と争うようになった。新宮氏は応永9年（1402年）には加納氏を滅ぼし、また、同族の北田城主・北田上総介と結んで蘆名氏と戦うが、応永16年（1409年）に北田氏は蘆名氏に滅ぼされた。その後も一進一退の攻防が続いたが、応永27年（1420年）に蘆名盛政は新宮城を落とし、当主・新宮盛俊は戦死し、残党は越後に落ち延びた。永享5年（1433年）、新宮氏残党は越後国小川庄津川城を攻めたが、城代・金上氏によって撃退されて滅亡した。新宮氏滅亡後、会津は豊穣になったとの記載が『塔寺八幡宮長帳』にあり、このことから新宮氏と蘆名氏との戦いで会津盆地が荒廃していたことが窺える。

## 新宮氏 (紀伊国)
新宮氏（しんぐうし）は、清和源氏である源行家（新宮十郎）流と称した。祖とされる行家は治承・寿永の乱の際に以仁王の平家追討の令旨を全国の源氏に伝え挙兵を促すなど活躍したが、平家滅亡後に甥の源頼朝と対立し、和泉国で敗れ殺害された。紀伊国新宮地方には新宮姓を名乗る一族が存在し、南北朝時代から戦国時代まで支配を続けた。この一族は行家の子孫とも熊野別当家の一族ともいわれる。新宮行栄の代で堀内氏（新宮堀内家）との抗争に敗れ、その後、新宮は堀内氏が支配したが、堀内氏善の子が新宮姓を称し新宮行朝と名乗った。氏善と行朝の親子は関ヶ原の戦いで西軍に属し敗れ改易され、氏善は熊本へ流され、新宮氏の紀伊支配も終息した。